# Дзета (фільм)
«Дзе́та» (фр. Z) — кримінальна драма спільного виробництва Франції та Алжиру 1969 року, поставлена режисером Коста-Гаврасом за однойменним романом Василіна Василікоса 1966 року. У травні 1969 року фільм брав участь в конкурсній програмі 22-го Каннського міжнародного кінофестивалю та був відзначений Призом журі. У 1970 році в номінаціях «Найкращий фільм іноземною мовою» та «Найкращий монтаж» фільм отримав кінопремії «Оскар». .

## Сюжет
У одній неназваній середземноморській державі, напередодні виборів, проходить запекла боротьба між консервативним урядом, який спирається на реакційні сили, та лівою опозицією. У великому місті країни готується мітинг. Зі столиці прилітає популярний опозиційний лідер (Ів Монтан), депутат, лікар, колишній олімпійський чемпіон, глава ліберальної організації «Друзі світу». Ходять чутки, що його збираються убити, але ніхто особливо не турбується. В останню мить директор залу, де все було заплановано, передумує і з'їдає договір про оренду, в іншій установі несподівано розкриваються порушення протипожежних норм і так далі — влада пропонує мітингувальникам втиснутися в крихітний зал, тим доводиться погодитися. На довколишній площі скупчуються демонстранти; туди ж стягнута поліція, там же проходить альтернативна маніфестація міцних патріотично налаштованих чоловіків. Коли опозиційний лідер виходить на площу, із-за кордону раптом виїжджає триколісна вантажівка та проноситься повз нього.
Політик, який отримав удар палицею по голові, потрапляє до лікарні з крововиливом у мозок і незабаром помирає. Поліція оголошує вбивство нещасним випадком. За розслідування цього резонансного злочину береться принциповий молодий слідчий суддя (Жан-Луї Трентіньян), не схильний приховувати виявлені зв'язки. Він крок за кроком отримує докази змови, в якій беруть участь як поліція, так і вищі ешелони влади. Правляча верхівка оголошує воєнний стан в країні й вводить заборону на дію опозиції.

## У ролях
| • Ів Монтан          | … | Z (Дзета)                 |
| • Ірині Паппа        | … | Елен                      |
| • Жан-Луї Трентіньян | … | слідчий суддя             |
| • Франсуа Пер'є      | … | прокурор                  |
| • Жак Перрен         | … | фотожурналіст             |
| • Шарль Деннер       | … | Мануель                   |
| • П'єр Дюкс          | … | генерал жандармерії Міссу |
| • Жорж Жере          | … | Нік                       |
| • Бернар Фрессон     | … | Метт                      |
| • Марсель Боззюффі   | … | Вего́                      |
| • Жульєн Гійомар     | … | полковник жандармерії     |
| • Магалі Ноель       | … | сестра Ніка               |
| • Хабіб Реда         | … |                           |
| • Клотильда Жоано    | … | Шула                      |
| • Ренато Сальваторі  | … | Яго                       |
| • Моріс Баке         | … | героїчний муляр           |
| • Жан Буїз           | … | Жорж Піру                 |

## Знімальна група
- Автори сценарію — Хорхе Семпрун, Коста-Гаврас, Бен Барзме за романом Вассиліса Вассилікоса (1966)
- Режисер-постановник — Коста-Гаврас
- Делеговані продюсери — Жак Перрен, Ахмед Рашеді
- Асоційовані продюсери — Філіпп д'Аржила, Ерік Шлюмберже
- Оператор — Рауль Кутар
- Композитор — Мікіс Теодоракіс
- Монтаж — Франсуаза Бонно
- Художник-постановник — Жак Д'Овідіо
- Художник з костюмів — Піт Большер
- Художник-декоратор — Жак Д'Овідіо

## Основа для фільму
Роман і фільм зображували реальні події, що мали місце в Греції в 1960-х роках. 22 травня 1963 року на антивоєнному мітингу в місті Фессалоніки двома ультраправими екстремістами, що проїздили на триколісному транспорті, був смертельно поранений депутат від Єдиної демократичної лівої партії Григорис Ламбракіс, який помер у шпиталі через п'ять днів. Ламбракіс, лікар, який здобув ще напередодні війни популярність як чемпіон з легкої атлетики, був серед популярних політиків країни.
Опозиція підозрювала, що за вбивством Ламбракіса стоять уряд прем'єр-міністра Костянтина Караманліса та його Національний радикальний союз. Зв'язок між украй між правим, що чинили замах і поліцією був доведений в ході розслідування, яке, попри тиск з боку влади, провів слідчий Хрістос Сардзетакіс, який згодом став президентом Греції. Похорони Ламбракіса переросли в півмільйонну демонстрацію протесту проти політики правого уряду та дій Королівського суду, що покривав убивць. Грецькі міста покривалися графіті з присвяченими Ламбракісу написами з літерою «Ζ» (дзета, що розшифровувалася як грец. Ζει — «(він) живий»).
Хоча в результаті цих подій уряд пішов у відставку, 21 квітня 1967 року група ультраправих офіцерів, відомих як «Чорні полковники», встановила в Греції фашистський режим.
Титри наприкінці фільму перераховують список того, що або хто був заборонений військовою хунтою «Чорних полковників»: довге волосся у чоловіків, мініспідниці, Софокл, Лев Толстой, Евріпід, розбивання склянок після тостів, страйки робітників, Арістофан, Ежен Йонеско, Жан-Поль Сартр, Антон Чехов, Гарольд Пінтер, Едвард Олбі, Андре Бретон, Лев Троцький, свобода преси, соціологія, Марк Твен, Семюел Бекет, Федір Достоєвський, сиртакі, сучасна музика, новітня математика і буква грецький алфавіт «Z» (дзета), означає «він живий!».

## Саундтрек
Музику до фільму написав друг і товариш убитого депутата Ламбракіса Мікіс Теодоракіс, таємно переславши її з Греції. Теодоракіс також став жертвою політичних репресій авторитарного режиму. Крім того, у фільмі звучить мелодія «Psyché Rock» композитора електронної музики П'єра Анрі.
| #   | Назва                                   | Вокал             | Тривалість |
| --- | --------------------------------------- | ----------------- | ---------- |
| 1.  | «Générique Début (O Adonis)»            |                   | 2:00       |
| 2.  | «To Yelasto Pedi (Version Orchestrale)» |                   | 1:33       |
| 3.  | «La Course De Manuel (To Yelasto Pedi)» |                   | 2:10       |
| 4.  | «To Yelasto Pedi (Version Bouzouki)»    |                   | 1:06       |
| 5.  | «Rock Du Café»                          |                   | 1:31       |
| 6.  | «Arrivée D'Irène (To Yelasto Pedi)»     |                   | 1:25       |
| 7.  | «Batucada»                              |                   | 1:50       |
| 8.  | «To Palikari Echi Kaimo»                | Maria Farandouri  | 2:05       |
| 9.  | «Idep Otsaley Ot»                       |                   | 1:35       |
| 10. | «Pios Den Mila Yia Ti Lambri»           |                   | 3:12       |
| 11. | «Générique Fin (To Yelasto Pedi)»       |                   | 2:48       |
| 12. | «To Palikari Echi Kaimo»                | Mikis Theodorakis | 2:03       |
| 13. | «Safti Gitonia»                         | Mikis Theodorakis | 1:38       |

## Нагороди та номінації
| Список нагород та номінацій         | Список нагород та номінацій | Список нагород та номінацій                        | Список нагород та номінацій | Список нагород та номінацій | Список нагород та номінацій |
| Кінофестиваль/Кінопремія            | Рік                         | Категорія                                          | Номінант(и)                 | Результат                   | Дж                          |
| ----------------------------------- | --------------------------- | -------------------------------------------------- | --------------------------- | --------------------------- | --------------------------- |
| Каннський міжнародний кінофестиваль | 1969                        | Золота пальмова гілка                              | Дзета                       | Номінація                   |                             |
| Каннський міжнародний кінофестиваль | 1969                        | Приз журі                                          | Дзета                       | Перемога                    |                             |
| Каннський міжнародний кінофестиваль | 1969                        | Найкращий актор                                    | Жан-Луї Трентіньян          | Перемога                    |                             |
| Спільнота кінокритиків Нью-Йорка    | 1969                        | Найкращий фільм                                    | Дзета                       | Перемога                    |                             |
| Спільнота кінокритиків Нью-Йорка    | 1969                        | Найкращий режисер                                  | Коста-Гаврас                | Перемога                    |                             |
| Премія «Оскар»                      | 1970                        | Найкращий фільм іноземною мовою                    | Дзета                       | Перемога                    |                             |
| Премія «Оскар»                      | 1970                        | Найкращий фільм                                    | Дзета                       | Номінація                   |                             |
| Премія «Оскар»                      | 1970                        | Найкращий режисер                                  | Коста-Гаврас                | Номінація                   |                             |
| Премія «Оскар»                      | 1970                        | Найкращий сценарій                                 | Хорхе Семпрун, Коста-Гаврас | Номінація                   |                             |
| Премія «Оскар»                      | 1970                        | Найкращий монтаж                                   | Франсуаза Бонно             | Перемога                    |                             |
| Премія «Золотий глобус»             | 1970                        | Найкращий фільм іноземною мовою                    | Дзета                       | Перемога                    |                             |
| Премія BAFTA                        | 1970                        | Найкращий фільм                                    | Дзета                       | Номінація                   |                             |
| Премія BAFTA                        | 1970                        | Найкращий сценарій                                 | Хорхе Семпрун, Коста-Гаврас | Номінація                   |                             |
| Премія BAFTA                        | 1970                        | Премія Ентоні Асквита за найкращу музику до фільму | Мікіс Теодоракіс            | Перемога                    |                             |
| Премія BAFTA                        | 1970                        | Найкращий монтаж                                   | Франсуаза Бонно             | Номінація                   |                             |
| Премія Гільдії режисерів Америки    | 1970                        | Видатне режисерське досягнення в художньому кіно   | Коста-Гаврас                | Перемога                    |                             |
| Премія Едгара Алана По              | 1970                        | Премія «Едгар» за найкращий художній фільм         | Дзета                       | Перемога                    |                             |
| Премія «Срібна стрічка»             | 1970                        | Найкращий іноземний режисер                        | Коста-Гаврас                | Номінація                   |                             |
| Національна спілка кінокритиків США | 1970                        | Найкращий фільм                                    | Дзета                       | Перемога                    |                             |
| Національна спілка кінокритиків США | 1970                        | Найкращий режисер                                  | Коста-Гаврас                | Номінація                   |                             |
| Національна спілка кінокритиків США | 1970                        | Найкращий сценарій                                 | Хорхе Семпрун, Коста-Гаврас | Номінація                   |                             |
| Спільнота кінокритиків Канзас-Сіті  | 1970                        | Найкращий іноземний фільм                          | Дзета                       | Перемога                    |                             |